# Tetrastemma schultzei
Tetrastemma schultzei är en djurart som tillhör fylumet slemmaskar, och som beskrevs av Voldemar Czerniavsky 1880. Tetrastemma schultzei ingår i släktet Tetrastemma och familjen Tetrastemmatidae.

## Underarter
Arten delas in i följande underarter:
- T. s. typica
- T. s. jaltensis
- T. s. truncata